# 科薩爾角
71°8′S 73°7′W / 71.133°S 73.117°W
科薩爾角（英語：Kosar Point）是南極洲的海岬，位於亞歷山大一世島西南部的埃羅伊卡半島西端，由美國地質調查局根據美國海軍的空中照片繪入地圖，現時由南極條約體系管理。